# 阿克萨赖
阿克萨赖位于土耳其中部，是阿克萨赖省的首府。位於安納托利亞高原中部的河谷，轄地4,589平方公里，人口236560人（2000年）。